# The Admirable Crichton
The Admirable Crichton é um filme de comédia mudo produzido no Reino Unido e lançado em 1918, baseado na peça homônima do dramaturgo britânico J. M. Barrie.
A história foi refilmada no ano seguinte por Cecil B. DeMille, com o título de Male and Female.